# Herb gminy Święciechowa
Herb gminy Święciechowa – symbol gminy Święciechowa.

## Wygląd i symbolika
Herb przedstawia na tarczy w polu błękitnym Chrystusa ze złotą aureolą, wstającego ze złotego otwartego grobu ze skrzyżowanymi rękami. W prawej ręce trzyma gałązki palmowe, a w lewej bicz. Głowa z koroną cierniową zwieńczona jest nimbem. Jest to historyczny symbol miasta Święciechowa, pochodzący z XIV wieku.